# Limenitis cocalina
Limenitis cocalina är en fjärilsart som beskrevs av Hans Fruhstorfer 1915. Limenitis cocalina ingår i släktet Limenitis och familjen praktfjärilar. Inga underarter finns listade i Catalogue of Life.